# Gira
Koordinati:   43°49′42″N, 15°30′05″E
Gira je majhen nenaseljen otoček v šibeniškem arhipelagu. Otoček leži okoli 1,5 km zahodno od Murvenjaka. Površina otočka meri 0,056 km², dolžina obale je 0,9 km. Najvišji vrh je visok 14 mnm.